# Štefan Moyzes
Štefan Moyzes (také Moyses) (24. října 1797, Veselé – 5. července 1869, Žiar nad Hronom) byl slovenský katolický duchovní, jenž se stal diecézním biskupem banskobystrické římskokatolické diecéze. Jednalo se také o pedagoga, politika, veřejného činitele, kulturního organizátora, slovenského národovce, zakladatele a prvního předsedu Matice slovenské.

## Biografie

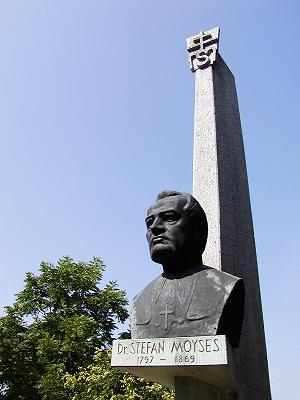
Památník v obci Veselé, busta od sochaře Valeriána Vavra

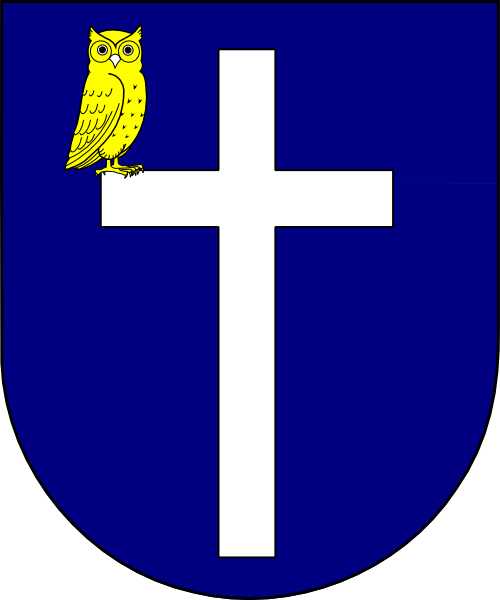
Moyzesův biskupský znak

Štefan Moyzes se narodil 24. října 1797 ve Veselém u Piešťan, jeho otcem byl Štefan Krajčo-Mojžiš a matkou Anna roz. Masarovičová. Vysvěcen na kněze byl v roce 1821. V roce 1828 získal doktorát z filosofie na univerzitě v Pešti. V letech 1828–1829 byl slovenským kazatelem v kostele sv. Josefa v Pešti. Působil jako kaplan ve vícerých farnostech ostřihomské diecéze. V letech 1829–1847 vyučoval jako profesor filozofie a řečtiny na královské akademii v Záhřebu, v Chorvatsku. V roce 1847 byl na návrh záhřebského biskupa Juraje Haulika jmenován kanovníkem záhřebské kapituly a byl zvolen chorvatským poslancem do uherského sněmu, kde podporoval návrhy Ľudovíta Štúra; jednalo se o opětovné zavedení mateřského jazyka na základních školách a při bohoslužbách. Aktivně působil v ilyrském hnutí a byl spoluzakladatelem Matice ilyrské. V roce 1850 byl jmenován banskobystrickým biskupem. Zasloužil se o rozvoj školství, zejména o zřízení banskobystrického gymnázia (viz pozn.1). V čele slovenské delegace předstoupil 12. prosince 1861 před císaře Františka Josefa I., aby mu předložil prosebný dopis od Slováků a Memorandum slovenského národa. Dne 3. srpna 1863 se stal prvním předsedou Matice slovenské. Jeho zásluhou Svatý stolec souhlasil, aby se svátek Cyrila a Metoděje světil 5. července. Štefan Moyses je ve slovenských národních dějinách osobností, která byla respektována celým národem bez ohledu na vzdělání, původ či konfesi.

## Citace
…Aj u slovenských katolíkov však bola snaha reorganizovať školy pre dievčatá a zriadiť dievčenskú školu, ktorá by presadzovala výučbu v konfesionálnom katolíckom duchu a v slovenskom jazyku. Na prelome 50. a 60. rokov sa o to usiloval z postu biskupa Štefan Moyses v Banskej Bystrici. Usiloval sa povzniesť úroveň centra novozriadenej diecézy pritiahnutím inteligencie. Pokúšal sa o zriadenie katolíckeho gymnázia pre chlapcov a spolu s týmto projektom, ktorý sa úspešne realizoval, sa snažil aj o strednú školu pre dievčatá. Malo ísť o vychovávateľský ústav, ktorý by spájal náboženskú výchovu s výchovou v národnom duchu, čím by sa líšil od klasických kláštorných škôl. Napriek zbierkam, oferám a autorite biskupa sa školu nepodarilo otvoriť. V tom čase ešte mestá neboli viazané zákonom zriaďovať školy pre dievčatá a po prijatí národnostného zákona z roku 1868 zasa prekážala slovenčina ako vyučovací jazyk. V Bystrici sa nakoniec podarilo otvoriť kláštornú dievčenskú ľudovú školu, teda nie strednú, o akú usiloval biskup. Táto na začiatku 70. rokov splynula s mestskou školou pre dievčatá.……

## Památka
- Od roku 1969 je po něm pojmenována Moyzesova ulice v Praze-Krči.[3]
- V roce 1947 vyšla dvojice poštovních známek ke 150. výročí jeho narození. Autorm návrhu byl Karel Svolinský.[4]